# Slobozia-Rașcov
Slobozia-Rașcov (en rumano: Slobozia-Rașcov; en ruso: Слобода-Рашков, romanizado: Slobodá-Ráshkov; en ucraniano: Слобода-Рашків, romanizado: Slobodá-Ráshkiv) es una comuna y pueblo ubicado en la parcialmente reconocida República de Transnistria, dentro del distrito de Cámenca, aunque de iure pertenece a Moldavia. 

## Toponimia
Otros nombres históricos del pueblo existen en polaco: Księdzowo.

## Geografía
La frontera entre Moldavia y Ucrania pasa en las inmediaciones del pueblo.     

## Historia
Księdzowo era una aldea privada de la familia Lubomirski del voivodato de Brátslav durante los tiempos de la Mancomunidad polaco-lituana. En 1793, cuando Polonia fue dividida entre el reino de Prusia y el Imperio ruso, el pueblo pasó a manos de los rusos.
En 1924, Slobozia-Rașcov pasó a formar parte del óblast autónomo de Moldavia, que pronto se convirtió en la República Socialista Soviética Autónoma de Moldavia, y en la República Socialista Soviética de Moldavia en 1940 durante la Segunda Guerra Mundial. De 1941 a 1944, Slobozia-Rașcov fue administrada por el reino de Rumania como parte de la gobernación de Transnistria.

## Demografía
Según el censo de 2004, los ucranianos representaban el 43,3% de la población local; los rumanos son el 4,63%; los rusos, el 3,62% y los demás grupos étnicos, el 48,2% (principalmente polacos).

## Infraestructura

### Educación
En los años 1923-1924 funcionó aquí una escuela polaca secreta y más tarde, en los años 1925-1927, una escuela pública. En 1928, el idioma que se enseñaba en la escuela se cambió al ucraniano y en la década de 1950 se cambió nuevamente al ruso.

## Personas importantes
- Petró Malchuk (1965-2016): arzobispo católico, primer prelado de la diócesis de Kiev-Zhitómir.